# Antoine de Padoue
Pour les articles homonymes, voir Saint Antoine.
Fernando Martins de Bulhões, souvent appelé en latin Antonius Ulyssiponensis, en religion frère Antoine, né en 1195 à Lisbonne (Portugal) et mort le 13 juin 1231 près de Padoue (Italie), est un prêtre franciscain portugais, maître de doctrine spirituelle, prédicateur de renom et thaumaturge, qui fut canonisé en 1232, moins d’un an après sa mort, et déclaré docteur de l'Église en 1946.
Liturgiquement, il est commémoré le 13 juin et vénéré sous le nom de Saint Antoine de Padoue.
Littérairement, il fait notamment l’objet des chapitres 39 et 40 des récits légendaires Les Fioretti de saint François d'Assise d’Ugolino da Brunforte pour son fameux prêche aux poissons à Rimini. Représenté sous les traits d'un homme jeune et mince tenant dans ses bras l'Enfant Jésus assis sur une Bible, il est l'un des saints les plus populaires.

## Biographie

### Un jeune noble
Fernando Martins de Bulhões est né vers 1195 à Lisbonne, dans une famille noble et militaire. Il étudie au monastère de la Sainte-Croix de Coïmbre. À 15 ans, il entre chez les chanoines réguliers de saint Augustin de saint Vincent. En 1220, les dépouilles des franciscains martyrs du Maroc sont ramenées au Portugal. Le témoignage de ces vies bouleverse le jeune prêtre de 25 ans et le conduit à demander son admission parmi les disciples de François d'Assise ; il y devient « frère Antoine » en hommage à Saint Antoine du désert, premier ermite chrétien connu.

### Un jeune missionnaire
À sa demande, il part en mission au Maroc, mais doit être rapatrié en Europe dès 1221 pour des problèmes de santé. Son bateau est poussé par les vents vers la côte de Sicile, où il rencontre les franciscains de Messine. Il participe au côté de François d'Assise au chapitre général du 30 mai 1221, et passe près d'un an au couvent de Montepaolo, pratiquement isolé du reste de la communauté.
En 1222, lors de l'ordination de plusieurs franciscains, il doit prendre la parole à la place d'un frère et montre un grand talent d'orateur et d'érudit. François d'Assise l'envoie alors prêcher en Italie et en France.

### Un jeune prédicateur

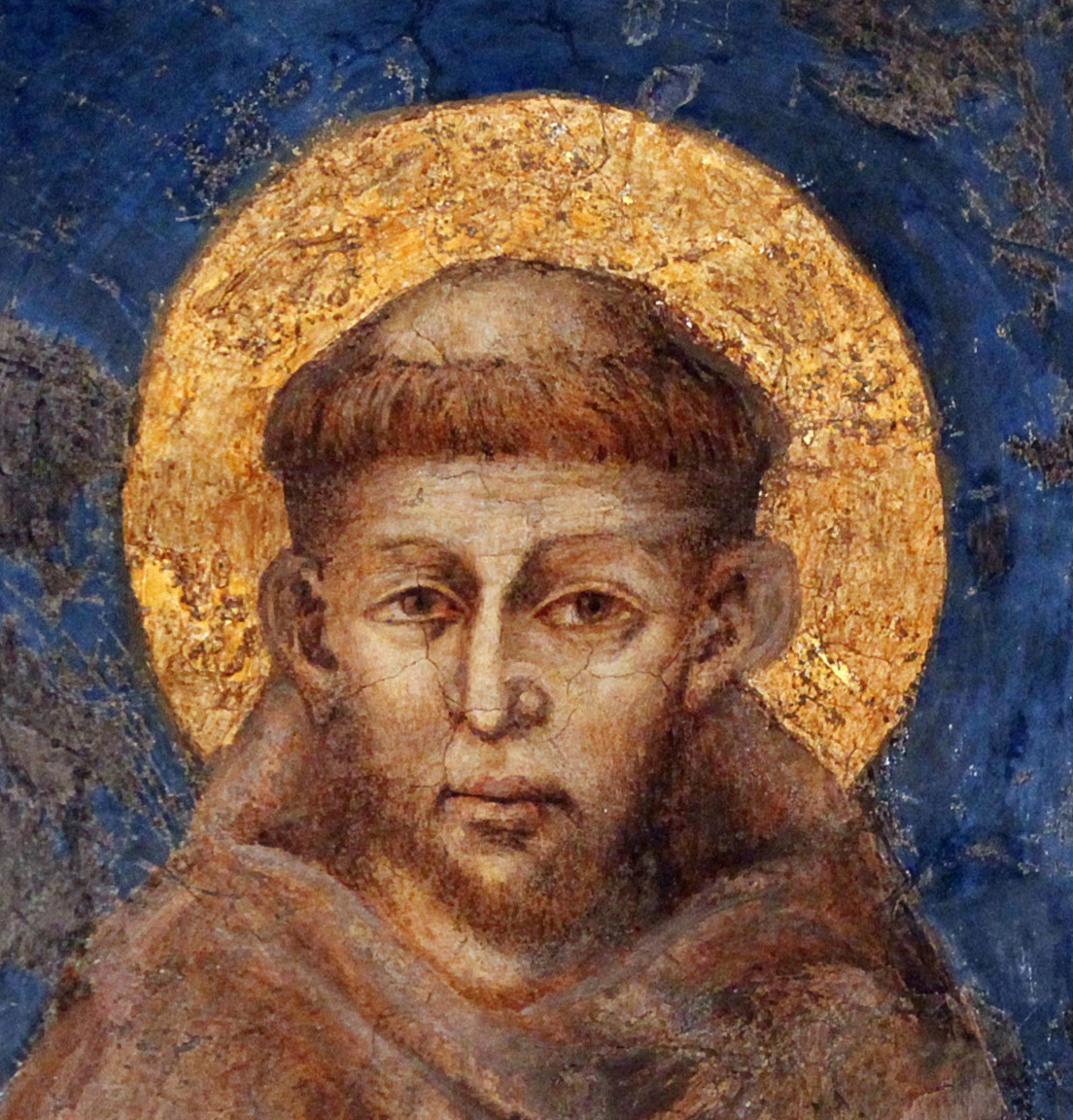
François d'Assise.

Antoine connaissait très bien la théologie, et ses prédications rencontrent un succès important. Il prêche et enseigne la théologie à Bologne, puis va s'établir dans le Sud de la France, à Toulouse et à Montpellier, favorisant la conversion de nombreux cathares. Il fonde un monastère à Brive, où il obtient de nombreuses conversions. Tout comme Vincent Ferrier et Torquemada, il va d'ailleurs être surnommé le « marteau des hérétiques ». Sa connaissance remarquable des Saintes Écritures lui fait conférer le titre de « Trésor vivant de la Bible » par le pape Grégoire IX, qui ne cache pas son admiration.

### Un jeune provincial
En 1226, il est nommé custode du Limousin. Il fonde le couvent de Brive puis rejoint Limoges en novembre. En 1227, après la mort du fondateur de son ordre, François d'Assise, il est provincial d'Italie du Nord, tout en continuant ses prêches et ses controverses face aux albigeois. La tradition rapporte qu'en 1227, au moment de son retour de France, il aurait fait édifier un sanctuaire dédié à la Bienheureuse Vierge des Grâces dans la ville de Gemona del Friuli, située dans le Frioul (Italie). Gemona abritait à l'époque une importante communauté de patarins, secte considérée comme hérétique, et contre laquelle Antoine prêchait. Ce sanctuaire, qui existe toujours, sera le premier consacré à saint Antoine dans le monde.
En 1230, au chapitre, il renonce à sa charge de ministre provincial.

### Un jeune conseiller du pape

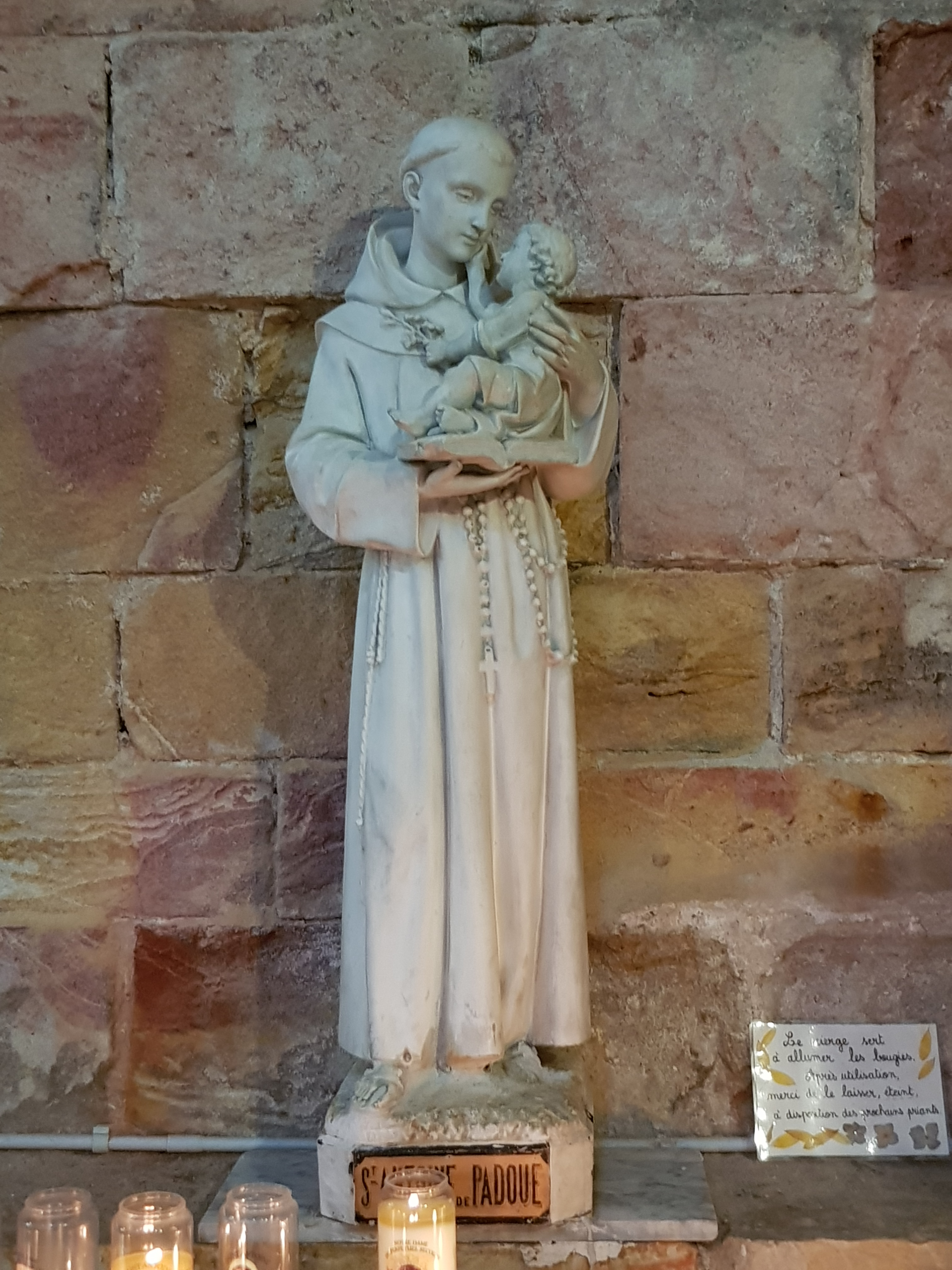
Statue de Saint Antoine de Padoue à l'Abbatiale Saint-Volusien de Foix

Il est alors envoyé à Rome, où il devient l'un des conseillers du pape Grégoire IX, qui s'interroge sur la validité du testament de François d'Assise.

### Un jeune saint
En 1231, il est envoyé à Padoue, où il poursuit ses prêches durant le Carême. Il meurt d'hydropisie et d'épuisement le 13 juin suivant, à Arcella (it), près de Padoue à l'âge de 36 ans.
Si son apostolat dura moins de dix ans, le rayonnement de ses paroles et de ses actes aura une portée internationale jusqu'à nos jours. Antoine est canonisé dès le 30 mai 1232 par le pape Grégoire IX, en raison d'une quarantaine de guérisons. Les foules viennent nombreuses. Aujourd'hui encore, elles se pressent dans la basilique qui lui est dédiée à Padoue, en Italie.
Le culte du saint se répand surtout aux XVe et XVIe siècles. Il devient le saint national du Portugal, dont les explorateurs le feront connaître au monde entier ; au début du XVIIIe siècle, au royaume du Kongo, le mouvement antonianiste lancé par Kimpa Vita fait de lui un « second dieu ». Il est ainsi le patron des marins, des naufragés et des prisonniers (voir sa fiche pour le reste). Saint également vénéré en Italie, son culte (dulie) est ensuite propagé en France par l'immigration italienne après la Première Guerre mondiale.
À partir du XVIIe siècle, il est également invoqué pour retrouver les objets perdus, puis pour recouvrer la santé et, enfin, pour exaucer un vœu. L'idée d'invoquer saint Antoine pour retrouver les objets perdus vient du fait qu'un voleur (qui deviendra un pieux novice) lui aurait dérobé ses commentaires sur les psaumes et se serait ensuite senti obligé de les lui rendre.
Les récits le concernant contiennent de nombreux épisodes surnaturels, comme sa faculté de bilocation, celle de se faire entendre et comprendre des poissons (épisode se déroulant à Rimini et narré dans les Fioretti de saint François d’Assise d'Ugolino da Brunforte), ou l'épisode selon lequel il aurait une nuit tenu l'Enfant Jésus dans ses bras.

## Iconographie
Les principaux attributs d'Antoine de Padoue sont la bure franciscaine, l'Enfant Jésus, une mule, un livre, des poissons, un cœur enflammé, un lys.
Au Moyen Âge, les représentations de saint Antoine de Padoue sont assez rares, mais elles deviennent très courantes à partir du XIVe siècle. La plupart des églises comptent aujourd'hui une statue de lui. Il est généralement représenté vêtu de la bure franciscaine nouée par une cordelière à trois nœuds, et tenant dans ses bras l'Enfant Jésus et en main un exemplaire de l'Évangile.
On le représente aussi souvent prêchant aux foules ou aux poissons, en discussion avec François d'Assise, guérissant des malades, remettant en place la jambe qu'un homme s'était coupée en signe de pénitence, faisant s'agenouiller une mule devant le Saint Sacrement pour convaincre un Juif qui doutait de la présence réelle de Dieu dans l'hostie, ou encore assistant à l'apparition de la Vierge Marie et de l'Enfant Jésus (assis ou debout sur un livre).

### Quelques représentations

Saint Antoine dans l’art
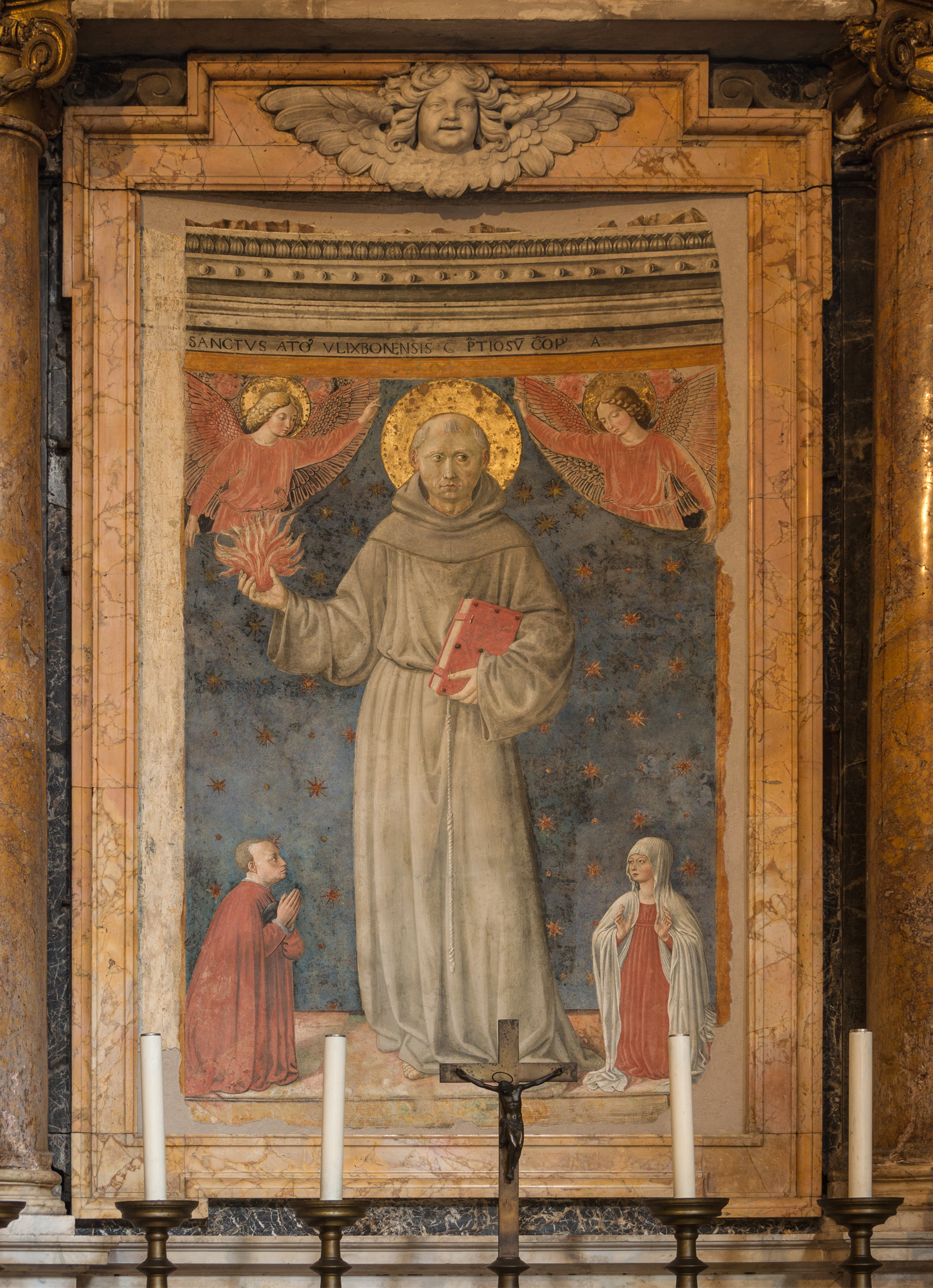
Saint Antoine de Padoue, 1450 fresque de Benozzo Gozzoli église Santa Maria in Aracoeli, Rome
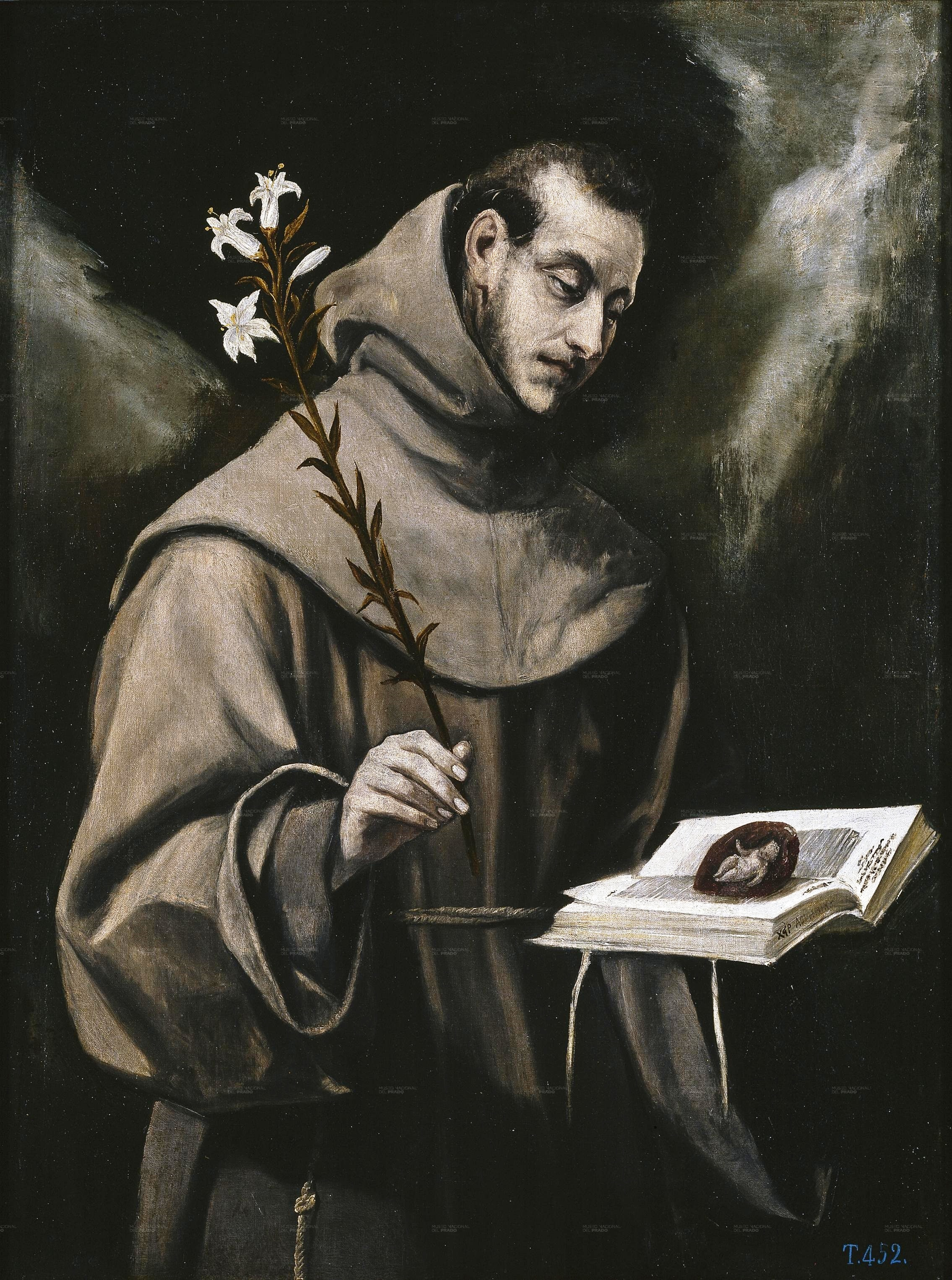
Saint Antoine de Padoue, v. 1580, Le Greco, Musée du Prado, Madrid
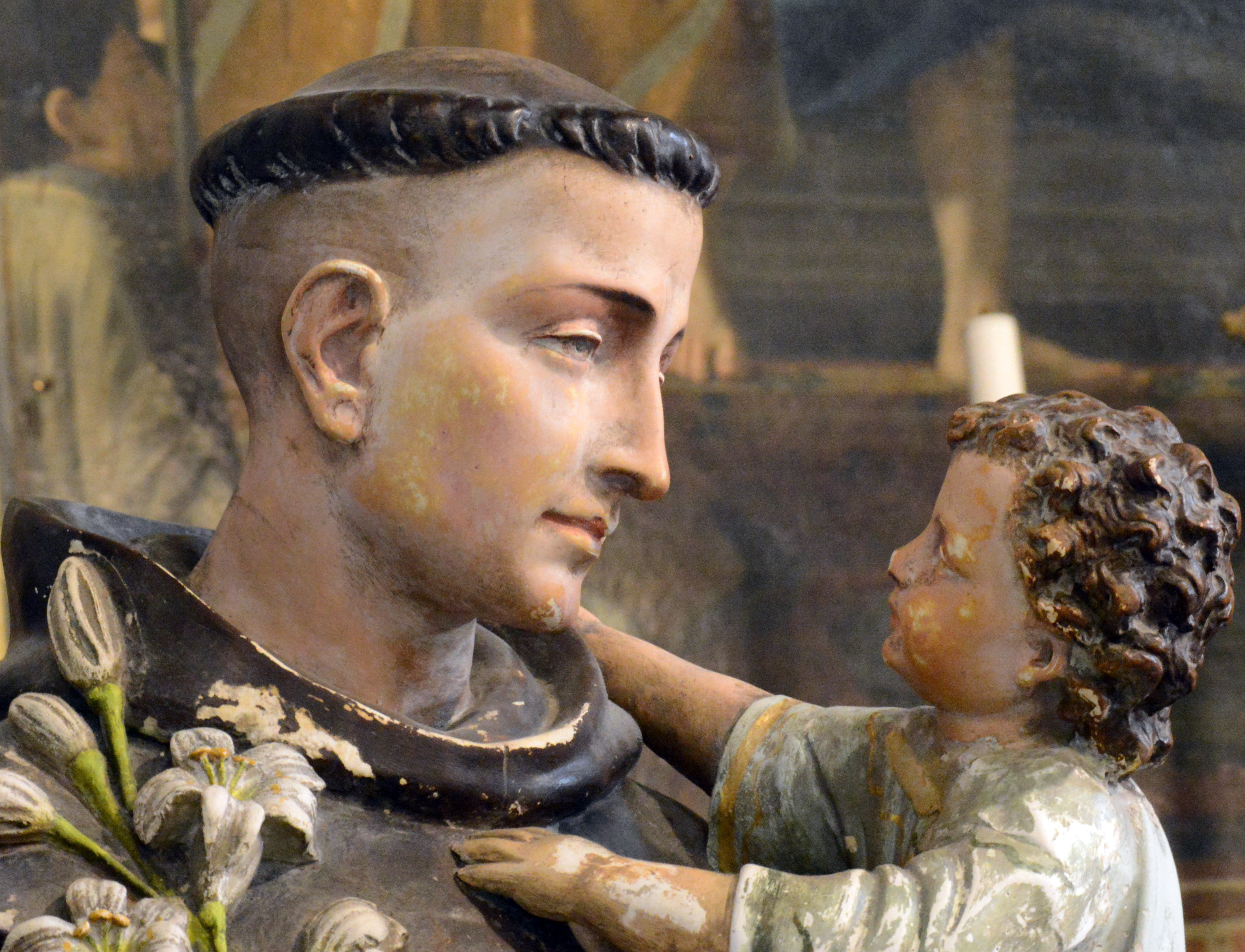
Saint Antoine de Padoue portant l'Enfant Jésus, XVIIe siècle Église Saint-Jacques-le-Majeur, Nice
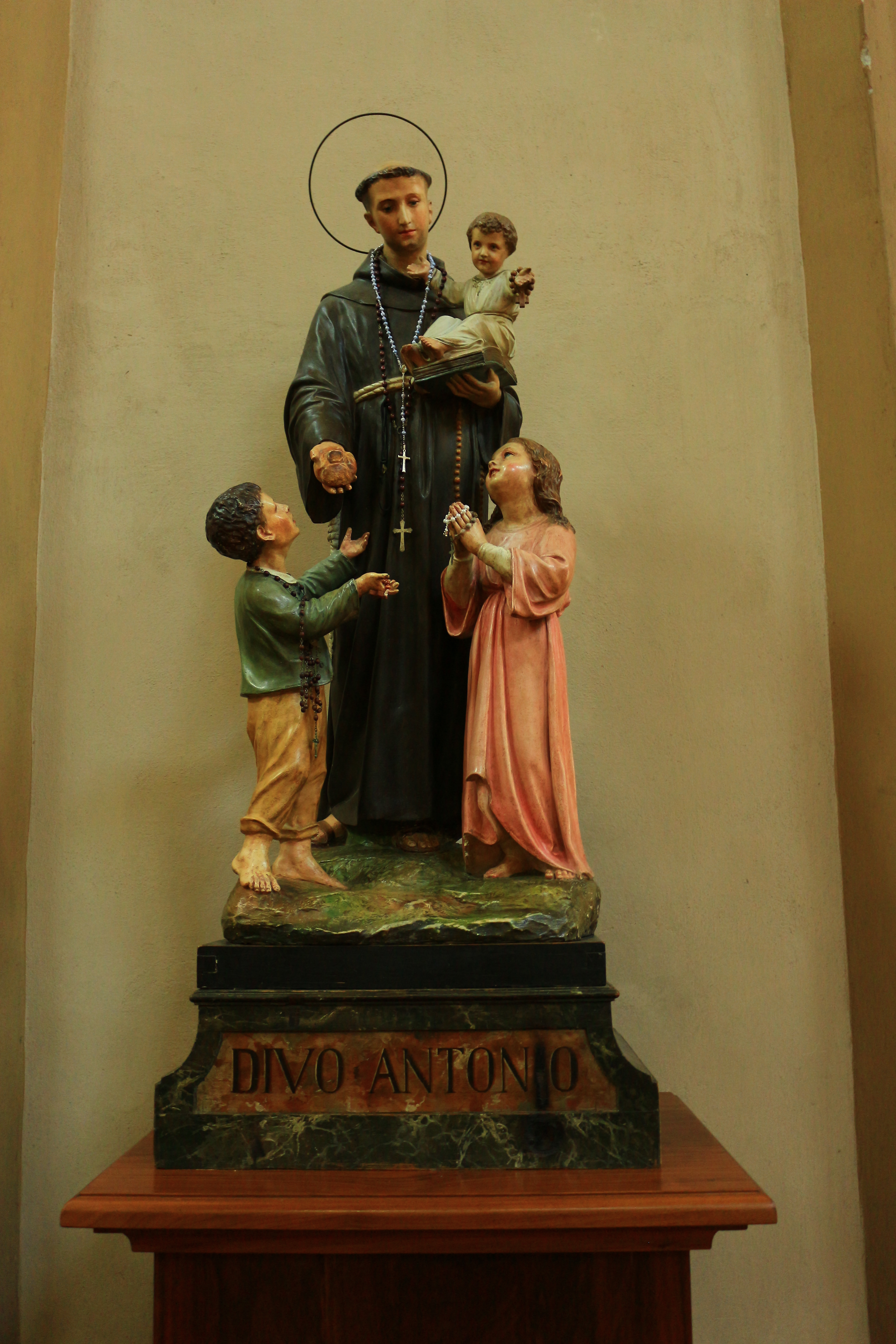
Église de Brivio (Italie)
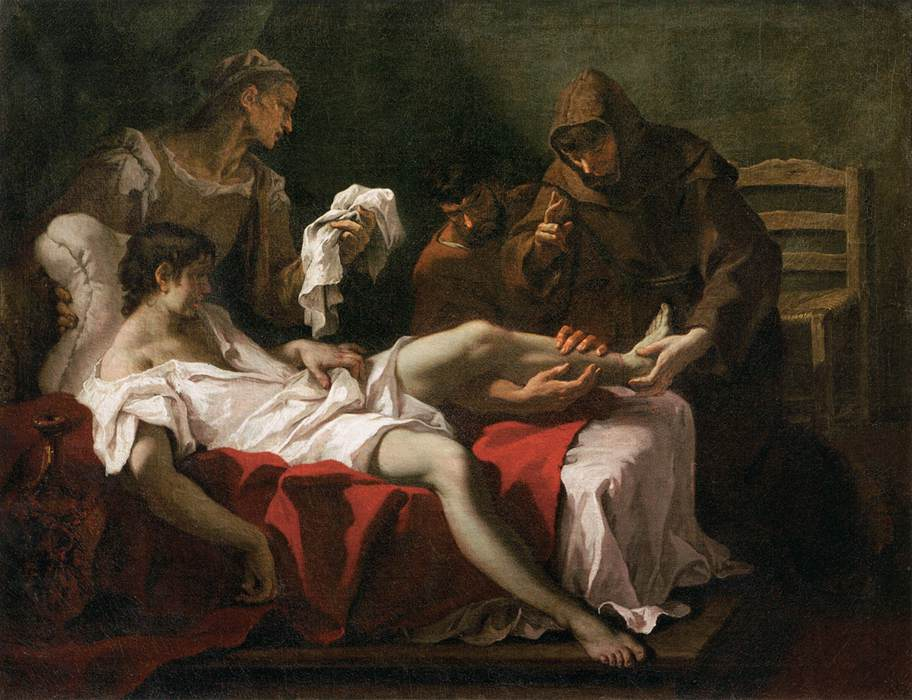
Antoine de Padoue guérissant un jeune homme qui s'était amputé le pied pour se punir d'avoir frappé sa mère v. 1690, Sebastiano Ricci
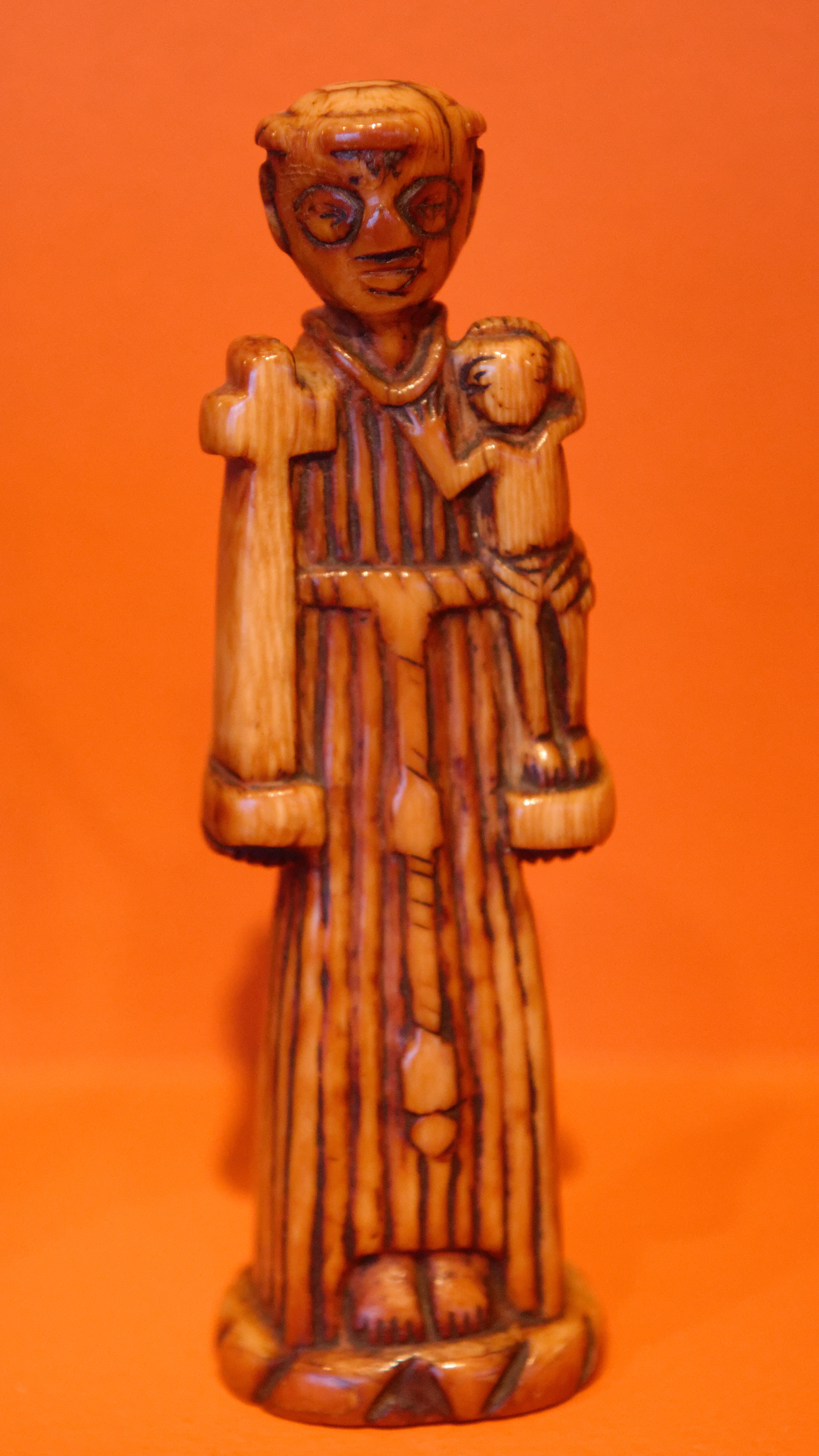
Pendentif en ivoire, XVIIIe siècle fabriqué dans le royaume Kongo
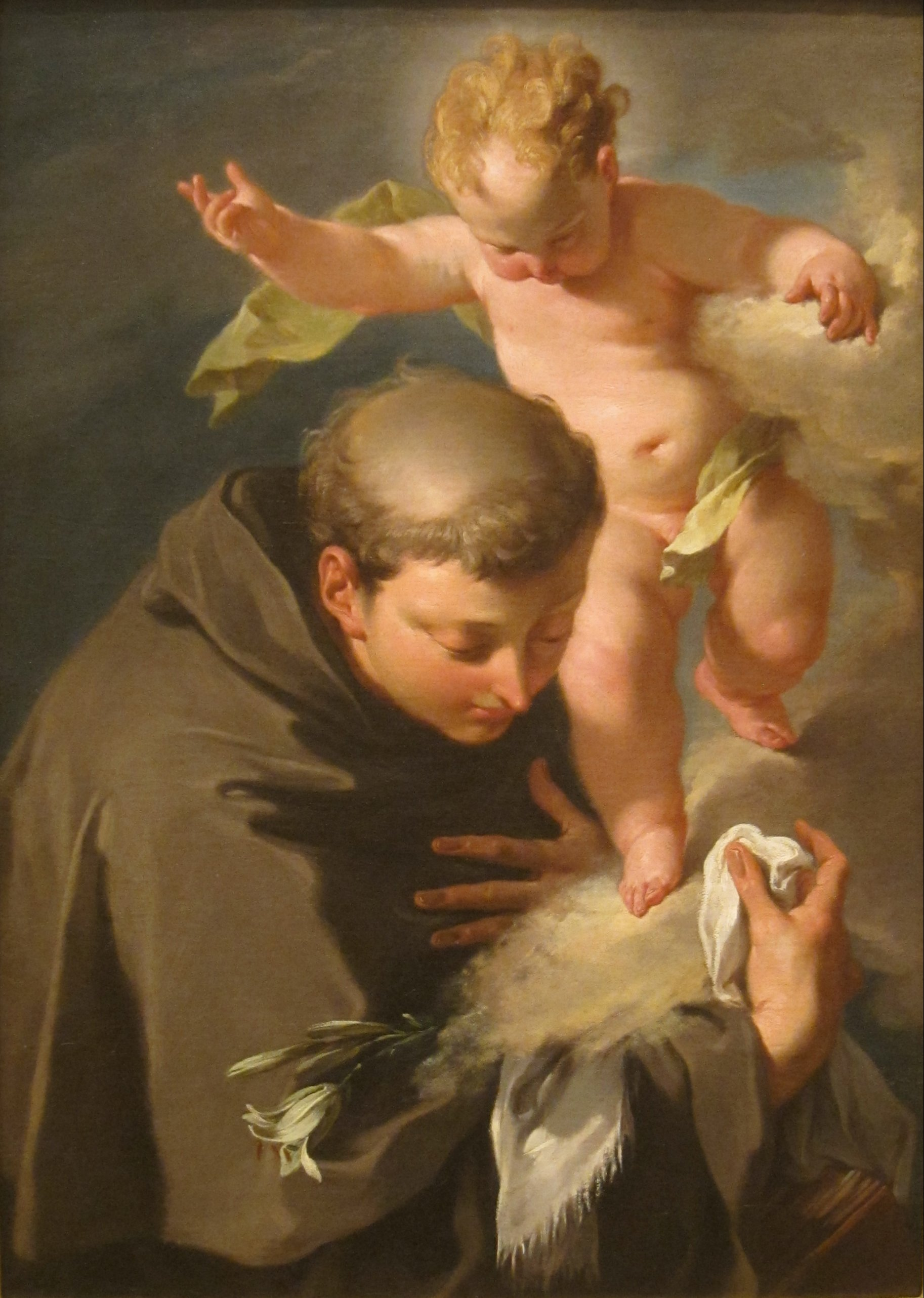
Vision de saint Antoine de Padoue, vers 1730 San Diego Museum of Art
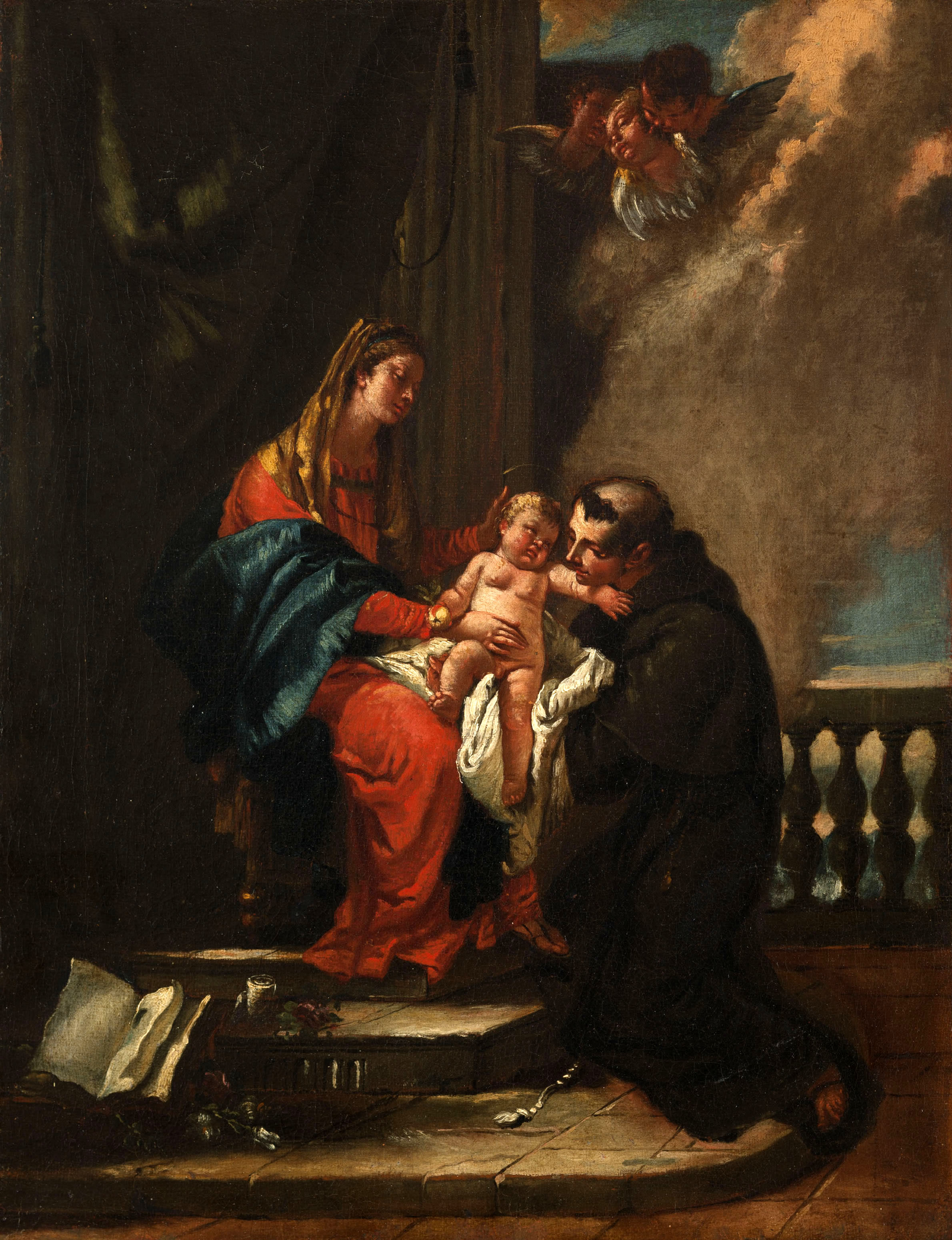
Vierge à l'Enfant avec saint Antoine Giambattista Tiepolo, 1730-1735 Fondazione Cini, Venise

Autres représentations :
- Paolo Veneziano : Triptyque : La Vierge et l'Enfant, à gauche saint François d'Assise et saint Jean-Baptiste, à droite saint Jean l'Évangéliste et saint Antoine de Padoue, 1354, musée du Louvre, Paris
- Paul Véronèse : Prédication de saint Antoine de Padoue, 1580-1585, Galerie Borghèse, Rome
- Giambattista Pittoni : Vision de saint Antoine de Padoue, vers 1730, San Diego Museum of Art[4]

## Cathédrales, basiliques, églises et chapelles
Voir aussi Catégorie:Église dédiée à saint Antoine de Padoue

## Ouvrages d'Antonin de Padoue
- Sancti Antonii Ulyssiponensis ... Sermones in psalmos ex autographo nunc primum in lucem editi, ac præfatione, annotatiunculis, & indicibus locupletati: accedit ... Sicconis Polentonii De Sancti vita, et miraculis commentarius, Animadversionibus critico-historicis a fr. Antonio Maria Azzoguidio, Bologne, 1757, consultable en ligne.

## En musique
- 1959 : Laudes de saint Antoine de Padoue pour chœur d'hommes à trois voix a cappella de Francis Poulenc (1899-1963).

## Filmographie
- 1949 : Saint Antoine de Padoue (Antonio di Padova) de Pietro Francisci

#### Bases de données et dictionnaires
- Ressources relatives à la religion :   - Dictionnaire de spiritualité
  - GCatholic.org
- Ressources relatives aux beaux-arts :   - Sandrart.net
  - Union List of Artist Names
- Ressource relative à la littérature :   - Archives de littérature du Moyen Âge
- Ressource relative à la musique :   - MusicBrainz
- Notices dans des dictionnaires ou encyclopédies généralistes :   - Britannica
  - Brockhaus
  - Deutsche Biographie
  - Dictionnaire historique de la Suisse
  - Dizionario biografico degli italiani
  - Dizionario di Storia
  - Enciclopedia italiana
  - Enciclopedia De Agostini
  - Gran Enciclopèdia Catalana
  - Gran Enciclopedia de Navarra
  - Hrvatska Enciklopedija
  - Internetowa encyklopedia PWN
  - Nationalencyklopedin
  - Proleksis enciklopedija
  - Store norske leksikon
  - Treccani
  - Universalis
  - Visuotinė lietuvių enciklopedija
- Notices d'autorité :   - VIAF
  - ISNI
  - BnF (données)
  - IdRef
  - LCCN
  - GND
  - Italie
  - Japon
  - Espagne
  - Belgique
  - Pays-Bas
  - Pologne
  - Israël
  - NUKAT
  - Suède
  - Vatican
  - Canada
  - Australie
  - WorldCat